# Octomeria margaretae
Octomeria margaretae är en orkidéart som beskrevs av Guido Frederico João Pabst och Antonio Luiz Vieira Toscano. Octomeria margaretae ingår i släktet Octomeria och familjen orkidéer. Inga underarter finns listade i Catalogue of Life.